# Віртус (баскетбольний клуб, Болонья)
«Віртус» (італ. Virtus Bologna) — італійський баскетбольний клуб з Болоньї, створений 1929 року. На внутрішній арені клуб виступає в Серії А, на міжнародному — в Євролізі.

## Історія
«Віртус» Болонья веде свою історію від гімнастичного клубу, який був заснований у 1871 році. Саме на базі цього клубу і заснували баскетботльну команду у 1929 році. «Віртус» один із найстарішим клубів в Італії та у Європі. З 1929 по 1934 рік команда виступала у першому та другому дивізіонах регіону Емілія. У 1934 році команда «Болоньєзе» виграла турнір, отримавши підвищення. До початку Другої світової війни клуб з Болоньї шість разів посідав друге місце та ще двічі ставав бронзовим призером чемпіонату.
У липні 1945 року «Віртус» виграв свій перший національний титул у Серії А, перегравши у фіналі «Венецію» з рахунком 35–31. У наступному сезоні команда повторила торішній успіх, додавши ще два титули в 1948 і 1949 роках.
1950-ті роки почалося суперництво із міланською «Олімпією» також відоме, як «італійське дербі». У 1956 році «Віртус» отримав нову арену, яка була відома просто як «Спортивний зал» і мала місткість понад 7000 осіб.
У 1960 році болонці дебютували на європейський арені але в другому раунді поступились румунський команді.
У 1968 році генеральним менеджером клубу став Джанлуїджі Пореллі з яким пов'язано становлення «Віртуса», як професійної команди. У сезоні 1973–74 років клуб здобув перший Кубок Італіїї. У 1975 році команда мала суттєве поповнення, зокрема Марко Бонаміко та Луїджі Серафіні, що у підсумку принесло сьомий титул чемпіонів Італії, перший після двадцяти років. У наступному сезоні болонці поступились у фіналі «Варезе», а на додачу ще і програли фінал Кубка володарів кубків. Восьмий чемпіонський трофей «Віртус» здобув у 1978 році.
На початку 1980-х основу клубу склали італійські гравці, серед них, зокрема Ренато Вільяльта, Карло Кальєріс та капітан Джанні Бертолотті, саме завдяки їм «Віртус» вдев'яте здобув золото.
У 1981 році команду поповнили молоді італійські гравці Роберто Брунамонті та Аугусто Бінеллі, багамський центровий Елвіс Ролле. У сезоні 1983–84 «Віртус» оформив дубль здобувши десятий тиутл чемпіонів та Кубок Італії.
У 1987 році команду очолив югославський тренер Крешимир Чосич.
У 1990 році клуб очолив тридцятирічний Етторе Мессіна з яким болонці здобули свій перший європейський титул, Кубок володарів кубків ФІБА.
Наступного року в команді змінюється власник, ним став місцевий підприємець Альфредо Каццола.
У 1992 році команду підсилив югославський баскетболіст Предраг Данилович, клуб за підсумками сезону виграв свій одинадцятий національний чемпіонат, перемігши з рахунком 3:0 «Бенеттон Тревізо». У 1993, команду поповнив американський баскетболіст Кліфф Левінгстон, що грав на позиції важкого форварда за низку команд НБА. У травні 1994 року «Віртус» виграв свій другий поспіль національний титул, перемігши «Скаволіні Пезаро» з рахунком 3–2. Але на євроарені програли у чвертьфіналі «Олімпіакосу».
У травні 1995 року болонці втретє поспіль виграли турнір Серії А та традиційно поступились на євроарені у чвертьфіналі, цього разу «Панатінаїкосу».
У 1997 році Роберто Брунамонті став генеральним менеджером клубу, а її лави поповнили такі гравці як Радослав Нестерович, Антуан Рігодо, Уго Сконочіні та Алессандро Фроссіні. 23 квітня 1998 року «Віртус» виграв свою першу Євролігу перемігши грецький АЕК 58–44.
Перед сезоном 2000–01 років команда підписала нових гравців Марко Ярича, Ману Жинобілі, Матяжа Смодіша та інших. 10 травня 2021 року «Чорні V» виграли свою другу Євролігу.
Влітку 2003 року Жинобілі перейшов до клубу НБА «Сан-Антоніо Сперс», команду очолив чорногорець Богдан Танєвич. Покинув клуб Роберто Брунамонті, який провів у ньому, як гравець і як генеральний менеджер майже 20 років. треб відзначити, що «Віртус» був на межі банкрутства і врятував його від цього підприємець Клаудіо Сабатіні.
У євровиклику ФІБА сезону 2006–07 болонці поступились у Фіналі чотирьох українському «Азовмашу», посівши в підсумку третє місце.
13 липня 2019 року команда підписала трирічний контракт з сербом Мілошом Теодосичем, у серпні в пару до серба прикупили Стефана Марковича окрім них ще двох гравців, які разом стануть основою команди в наступних сезонах.
26 листопада 2020 року з клубом уклав контракт легкий форвард і атакувальний захисник Марко Белінеллі, який став не тільки лідером клубу але і його капітаном.
У сезоні 2021–22 болонці здобули Єврокубок це перший європейський трофей клубу після чотирнадцятирічної перерви.
З 2024 року команду очолює чорногорський тренер Душко Іванович.

## Досягнення

### Національні змагання
- Серія A

Чемпіон (17): 1945–46, 1946–47, 1947–48, 1948–49, 1954–55, 1955–56, 1975–76, 1978–79, 1979–80, 1983–84, 1992–93, 1993–94, 1994–95, 1997–98, 2000–01, 2020–21, 2024–25
Срібний призер (20): 1935, 1936, 1937–38, 1939–40, 1942–43, 1949–50, 1951–52, 1952–53, 1956–57, 1957–58, 1958–59, 1959–60, 1960–61, 1976–77, 1977–78, 1980–81, 2006–07, 2021–22, 2022–23, 2023–24
- Кубок Італії

Переможець (8): 1973–74, 1983–84, 1988–89, 1989–90, 1996–97, 1998–99, 2000–01, 2001–02
Фіналіст (7): 1992–93, 1999–00, 2006–07, 2007–08, 2008–09, 2009–10, 2022–23
- Суперкубок

Переможець (4): 1995, 2021, 2022, 2023
Фіналіст (9): 1997, 1998, 1999, 2000, 2002, 2009, 2010, 2020, 2024

### Європейські змагання
- Євроліга

Переможець (2): 1997–98, 2000–01
Фіналіст (3): 1980–81, 1998–99, 2001–02
4-е місце (1): 1979–80
Фінал чотирьох (3): 1998, 1999, 2002
- Єврокубок

Переможець (1): 2021–22
Півфіналіст (1): 2020–21
- Кубок Сапорти (скасовано)

Переможець (1): 1989–90
Фіналіст (2): 1977–78, 1999–00
Півфіналіст (2): 1978–79, 1981–82
- Ліга чемпіонів ФІБА

Переможець (1): 2018–19
- Євровиклик ФІБА (скасовано)

Переможець (1): 2008–09
- Єврокубок (скасовано)

3-є місце (1): 2006–07